# Poșta Câlnău
Poșta Câlnău is een Roemeense gemeente in het district Buzău.
Poșta Câlnău telt 5918 inwoners.